# Wilhelm Sebastian
Wilhelm Sebastian (ur. 17 stycznia 1903 roku w Weinheim, zm. 30 października 1978 roku w Weinheim) – niemiecki kierowca wyścigowy i mechanik samochodowy.

## Kariera
W wyścigach samochodowych Sebastian pojawiał się głównie w stawce wyścigów Grand Prix. W 1931 roku pełnił rolę mechanika Rudolfa Caraccioli we włoskim wyścigu Mille Miglia, w którym Niemiec odniósł zwycięstwo. Wówczas rola mechanika oznaczała, że Sebastian przez całą drogę towarzyszył kierowcy. W sezonie 1934 Niemiec pełnił funkcję mechanika i kierowcy rezerwowego Auto Union. Wystartował w trzech wyścigach. W Coppa Acerbo był piąty, w Grand Prix Włoch - siódmy, a w Grand Prix Czechosłowacji również siódmy. Po sezonie zakończył karierę kierowcy, jednak nadal był mechanikiem Auto Union.